# Devil's Den
Devil's Den is een Amerikaanse komische actie-horrorfilm uit 2006 onder regie van Jeff Burr. Het verhaal werd geschreven door Mitch Gould, die eerder het scenario voor Demon Hunter schreef.

## Verhaal
Quinn en Nick rijden over een achterafweggetje naar huis wanneer ze terugkomen van een nachtclub met erotische shows. Ze hebben de kofferbak vol liggen met spaanse vlieg in poedervorm en bediscussiëren of dit nu wel of niet helpt bij het in bed krijgen van vrouwen. Quin trapt op de rem wanneer ze voorbij een stripclub genaamd Devil's Den komen, waar hij een kijkje binnen wil nemen. Aangezien de entree gratis is, verwachten de twee lelijke danseressen. De een is niettemin nog mooier dan de andere.
Wanneer stripster Jezebelle hem meeneemt naar een privéverblijf, komt Quinn voor een nare verrassing te staan. Zij blijkt geen knappe vrouw, maar een vermomde vleesetende demon. En niet alleen zij, maar alle danseressen in de club. In een poging zichzelf te redden komt Quinn terecht in een kamer met Leonard, Caitlin en serveerster Candy, die net haar eerste dag aan het werk was.
Leonard blijkt er niet toevallig te zijn. Hij werkt voor een organisatie die bovennatuurlijke bedreigingen uit de weg ruimt en is op zoek naar de koningin van de demonen in Devil's Den. Als hij deze kan ombrengen, worden alle vrouwen die zij tot demon heeft gemaakt weer menselijk. Caitlin is een huurmoordenaar voor de overheid die met een geheime opdracht gekomen is, waarover ze niets wil zeggen. Terwijl de vier van alle kanten worden belaagd, proberen ze er samen achter te komen wie de koningin is.

## Rolverdeling
- Devon Sawa: Quinn
- Steven Schub: Nick
- Dawn Olivieri: Jezebelle
- Ken Foree: Leonard
- Kelly Hu: Caitlin
- Karen Maxwell: Candy
- Melissa Barker: Danseres/demon
- Jacki R. Chan: Danseres/demon
- Kelly Guerrero: Danseres/demon
- Robbyn Leigh: Danseres/demon
- Eva-Maria Leonardou: Danseres/demon
- Sarah Long: Danseres/demon
- Robbin Ryan: Danseres/demon